# Công quốc Genova
Công quốc Genova (tiếng Ý: Ducato di Genova; tiếng Liguria: Ducâto de Zêna) là một quốc gia bao gồm các lãnh thổ của Cộng hòa Genoa cũ. Nó được thành lập khi các lãnh thổ cũ của nước cộng hòa được trao cho Vương quốc Sardegna vào năm 1815 dưới quyết định của Đại hội Viên, và bị giải thể sau Hợp nhất hoàn hảo năm 1848.
Người Liguria, với truyền thống độc lập và thể chế cộng hòa, không bao giờ thích tình trạng chính trị mới của họ, và bạo loạn đôi khi bùng nổ ra ở Genoa để chống lại các nhà cai trị thuộc Vương tộc Savoia.
Nhà nước này sử dụng đồng Lira Ý làm tiền tệ, mặc dù Sở đúc tiền Genoa vẫn hoạt động bằng cách phát hành tiền xu.
Sau khi giải thể vào năm 1848, các lãnh thổ của công quốc cũ được phân chia giữa các department (sau này được gọi là các tỉnh/province) của Genoa và Nice.